# Рюгг, Регула
Ре́гула Рюгг (нем. Regula Rüegg) — швейцарская кёрлингистка.
В составе женской сборной Швейцарии участник чемпионата мира 1988 (заняли шестое место). Чемпионка Швейцарии среди женщин.
Играла на позиции первого.

## Достижения
- Чемпионат Швейцарии по кёрлингу среди женщин: золото (1988).[3]
- Чемпионат Швейцарии по кёрлингу среди смешанных команд: бронза (1979).[4]

## Команды
| Сезон                                          | Четвёртый           | Третий           | Второй            | Первый      | Турниры                      |
| ---------------------------------------------- | ------------------- | ---------------- | ----------------- | ----------- | ---------------------------- |
| 1987—88                                        | Эрика Мюллер        | Бригитта Кинаст  | Сюзанна Лухзингер | Регула Рюгг | ЧШЖ 1988 · ЧМ 1988 (6 место) |
| Кёрлинг среди смешанных команд (mixed curling) |                     |                  |                   |             |                              |
| 1978—79                                        | M. St. Wiesendanger | Felix Westermann | Margrit Nater     | Регула Рюгг | ЧШСК 1979                    |

(скипы выделены полужирным шрифтом)